# 55701 Ukalegon
55701 Ukalegon este o planetă minoră (asteroid) din Asteroid troian al lui Jupiter. A fost descoperită pe 17 octombrie 1977 la Observatorul Palomar de Cornelis Johannes van Houten. 
Obiectul prezintă o orbită caracterizată de o semiaxă mare de 5,1618737127885 UAi, o excentricitate de 0,139, o înclinație de 21 ° în raport cu ecliptica.